# Marianne Rokne
Marianne Rokne (Bergen, 9 de março de 1978) é uma ex-handebolista profissional norueguesa, medalhista olímpica.
Marianne Rokne fez parte da geração medalha de bronze em Sydney 2000.